# 新潟県幼稚園一覧
新潟県幼稚園一覧（にいがたけんようちえんいちらん）は、新潟県の幼稚園の一覧。

## 国立幼稚園
- 新潟大学教育学部附属幼稚園
- 上越教育大学附属幼稚園

## 公立幼稚園

### 新潟市

#### 東区
- 新潟県立幼稚園

#### 中央区
- 新潟市立沼垂幼稚園

#### 秋葉区
- 新潟市立新津第一幼稚園
- 新潟市立新津第二幼稚園

- 新潟市立新津第三幼稚園
- 新潟市立小須戸幼稚園

- 新潟市立小合東幼稚園
- 新潟市立結幼稚園

#### 西区
- 新潟市立西幼稚園

#### 西蒲区
- 新潟市立中之口幼稚園

### 新発田市
- 新発田市立西園幼稚園
- 新発田市立御免町幼稚園

- 新発田市立加治川幼稚園
- 新発田市立新発田幼稚園

### 胎内市
- 胎内市立本条幼稚園

### 阿賀野市
- 阿賀野市立安田幼稚園
- 阿賀野市立京ヶ瀬幼稚園

### 五泉市
- 五泉市立第一幼稚園
- 五泉市立村松幼稚園

### 北蒲原郡
- 聖籠町立亀代こども園
- 聖籠町立蓮潟こども園
- 聖籠町立蓮野こども園

### 南蒲原郡
- 田上町立竹の友幼稚園

### 長岡市
- 長岡市立和島幼稚園
- 長岡市立与板幼稚園

### 燕市
- 燕市立燕東幼稚園
- 燕市立燕西幼稚園

- 燕市立燕南幼稚園
- 燕市立燕北幼稚園

### 三条市
- 三条市立南幼稚園

### 魚沼市
- 魚沼市立守門幼稚園
- 魚沼市立入広瀬幼稚園

### 南魚沼市
- 南魚沼市立浦佐幼稚園

### 上越市
- 上越市立高田幼稚園

### 糸魚川市
- 糸魚川市立田沢幼稚園
- 糸魚川市立青海幼稚園

### 妙高市
- 妙高市立新井北幼稚園
- 妙高市立新井南幼稚園
- 妙高市立しらかば幼稚園

### 佐渡市
- 佐渡市立あいかわ幼稚園
- 佐渡市立さわた幼稚園
- 佐渡市立小木幼稚園

## 私立幼稚園

### 新潟市
- 二葉幼稚園
- みどり幼稚園
- 神宮幼稚園
- 新潟中央幼稚園
- あさひ幼稚園
- 蒲原幼稚園
- みのり幼稚園
- 藤見幼稚園
- 恵光学園第一幼稚園
- 新潟聖園マリア幼稚園
- 寺尾幼稚園

- 旭が丘幼稚園
- 香徳幼稚園
- ノートルダム幼稚園
- まるみ幼稚園
- 恵光学園第二幼稚園
- 聖ラファエル幼稚園
- 新潟青陵幼稚園
- 新潟あゆみ幼稚園
- 真人幼稚園
- 曽野木まるみ幼稚園
- あおい幼稚園

- 坂井輪幼稚園
- 松浜あゆみ幼稚園
- 緑が丘幼稚園
- 坂井輪東幼稚園
- 親松幼稚園
- 愛泉幼稚園
- 有明幼稚園
- 金鵄幼稚園
- 恵泉幼稚園
- 金鵄つばさ幼稚園
- 明美ヶ丘幼稚園

- 栄光幼稚園
- 京王幼稚園
- 和光幼稚園
- 亀田カトリック幼稚園
- 新津カトリック幼稚園
- 白根カトリック幼稚園
- 豊栄マリア幼稚園
- ゆたか幼稚園
- 豊栄幼稚園
- 早通みずほ幼稚園
- ひのまる幼稚園

### 新発田市
- 新発田聖母幼稚園
- 東幼稚園

- わかば幼稚園
- あやめ幼稚園

### 胎内市
- 中条聖心幼稚園

### 阿賀野市
- 日章幼稚園
- ひまわり幼稚園

### 五泉市
- 五泉いずみ幼稚園
- エービーシー幼稚園

### 南蒲原郡
- 田上いずみルーテル幼稚園

### 長岡市
- 帝京長岡幼稚園
- 長岡聖母幼稚園
- 長岡みのり幼稚園
- 長岡カトリック天使幼稚園
- 長岡和光幼稚園

- 中島幼稚園
- 長生幼稚園
- 太陽幼稚園
- 希望が丘幼稚園
- 鵬幼稚園

- 東光幼稚園
- 明幸幼稚園
- 白ゆり幼稚園
- 長峰幼稚園
- 鵬第一幼稚園

- 中沢白ゆり幼稚園
- 栃尾天使幼稚園

### 燕市
- 真幼稚園

### 三条市
- 松葉幼稚園
- 聖公会聖母幼稚園

- 宝塔院幼稚園
- インマヌエルルーテル幼稚園

- 三条みのり幼稚園
- 三条白百合幼稚園

- 三条若葉幼稚園

### 加茂市
- 加茂葵幼稚園
- 加茂白百合幼稚園
- 加茂テモテ・ルーテル幼稚園

### 見附市
- 見附天使幼稚園
- 今町天使幼稚園
- つぐみ幼稚園

### 小千谷市
- 小千谷幼稚園
- つくし幼稚園
- ひばり幼稚園

### 柏崎市
- 小鳩幼稚園
- 花ぞの幼稚園

- 柏崎中央幼稚園
- 柏崎二葉幼稚園

- 柏崎カトリック白百合幼稚園

### 村上市
- 村上幼稚園
- 村上いずみ幼稚園
- あらかわ幼稚園

### 魚沼市
- めぐみ幼稚園

### 南魚沼市
- 六日町幼稚園
- 金城幼稚園

### 上越市
- 聖公会紅葉幼稚園
- 上越カトリック天使幼稚園
- いずみ幼稚園

- 明照幼稚園
- 真行寺幼稚園
- たちばな幼稚園

- 聖公会聖上智幼稚園
- マハヤナ幼稚園
- たちばな春日幼稚園

### 糸魚川市
- 糸魚川幼稚園
- 糸魚川カトリック天使幼稚園

### 十日町市
- 愛宕幼稚園
- 十日町カトリック天使幼稚園
- むつみ幼稚園

### 佐渡市
- 海星幼稚園